# Gigantomilax
Gigantomilax és un gènere de gasteròpodes inclòs en la família Limacidae.
Les espècies d'aquest gènere es distribueixen per la Mediterrània i Àsia Occidental.
Es coneixen 11 espècies:
- Gigantomilax benjaminus Borredà i Martínez-Ortí, 2008
- Gigantomilax borschomensis Simroth, 1912
- Gigantomilax brunneus (Simroth, 1902)
- Gigantomilax cecconii (Simroth, 1906)
- Gigantomilax daghestanus (Simroth, 1898)
- Gigantomilax koenigi (Simroth, 1912)
- Gigantomilax lederi (O.boettger, 1883)
- Gigantomilax lenkoranus Simroth, 1912
- Gigantomilax majoricensis (Heynemann, 1863)
- Gigantomilax monticola (O.boettger, 1881)
- Gigantomilax occidentalis P.hesse, 1928